# ナリチク国際空港
ナリチク国際空港（ロシア語:  Международный аэропорт Нальчик、英語: Nalchik International Airport）は、ロシア・カバルダ・バルカル共和国にある空港。

## 概要
ナリチク空港は、1945年に設立されました。1975年に滑走路の舗装開始された。当時、ロストフ・ナ・ドヌ、ヴォロネジ、モスクワ、グロズヌイへのフライトはAn-24とYak-40によって行われていた。
1976年10月、V.ソロヴェイがナルチクの司令官に任命された。1977年第1四半期、ツポレフTu-124、ツポレフTu-134、イリューシンIl-18、アントノフAn-12、ヤコヴレフYak-42を収容するための滑走路の延長が完了した。また、 ミネラーリヌィエ・ヴォードィ空港の滑走路改修工事の際はフライトの一部が当空港に移った。1978年には137,000人の乗客が当空港を利用した。